# Одеська евакуація (1920)

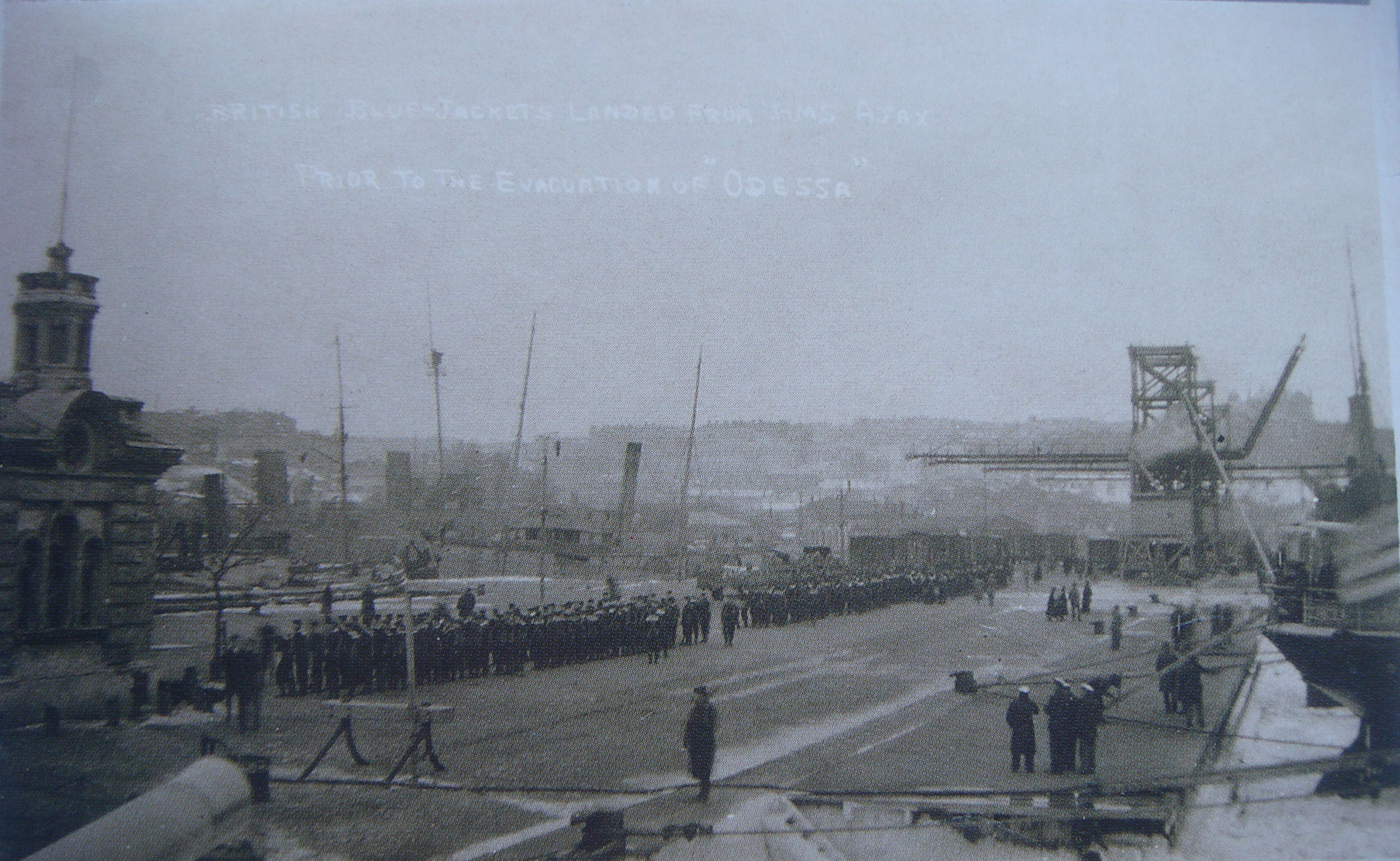
Моряки з британського лінкора «Аякс» на причалі Одеського порту

Одеська евакуація (21 січня [3 лютого] — 26 січня [8 лютого] 1920 року) — історична подія часів Громадянської війни на території України, пов'язана з евакуацією морем з Одеси бойових частин, тилових установ, озброєння, боєприпасів та іншого матеріального майна військ Новоросійської області Збройних сил Півдня Росії (ЗСПР) та Одеського гарнізону, а також цивільного населення, з тих, хто не побажав залишатися на займаній Червоною армією територіях. Необхідність евакуації назріла через катастрофічні зміни на фронті після переходу Червоної армії в наступ.
Хоча можливість евакуації розглядалася командуванням Збройних сил Півдня Росії і Новоросійської області з кінця 1919 року, підготовлена вона так і не була. Сучасники називали її «бездарною»: в Одесі залишилася значна кількість озброєнь і матеріальних цінностей, піднятися на морські судна зміг приблизно тільки кожен третій з бажаючих.

## Огляд загального положення частин Новоросійської області ЗСПР взимку 1919—1920 рр
В результаті контрнаступу Південного фронту Червоної армії, що почався в жовтні 1919 року, війська ЗСПР були відкинуті на південь, а до 9 січня 1920 року коли Червона армія вийшла до узбережжя Азовського моря і оволоділа Ростовом-на-Дону — остаточно розсічені на дві частини, причому війська Київської (до того моменту вже перепідпорядковані головнокомандувачу військами Півдня Росії генералу Миколі Шиллінгу) і південних регіонів України виявилися відрізаними від основних баз і центрального командування. Залишками військ під командуванням Шиллінга було неможливо утримувати Крим та південь України одночасно. Пріоритет був відданий Криму, а півднем України було вирішено пожертвувати. В середині грудня 1919 року почалися заходи щодо евакуації з Одеси установ Білого Півдня, але незабаром були припинені. .
Рішення про евакуацію півдня України викликало негативне ставлення в союзних місіях: їх представники Манжен та Гольмен переконували головнокомандувачів ЗСПР обов'язково утримувати одеський район, доводячи, що в іншому випадку союзні уряди вважатимуть, що війна програна і можуть припинити всіляке постачання армій Півдня Росії. Причому для організації та посилення оборони району англійці зобов'язалися поставити до Одеси матеріальні запаси в необхідній кількості і надати, у разі необхідності, вогневу підтримку англійської корабельної артилерії, для прикриття білих військ. Під впливом цих факторів, швидше політичного характеру, ніж військового, головнокомандувач ЗСПР Антон Денікін віддав 18 (31) грудня 1919 року наказ Шиллінгу утримувати і Крим, і Одесу, а 22 грудня (4 січня) 1920 року направив союзникам телеграму: "…для забезпечення операції і морального спокою військ і, головне, на випадок невдачі необхідно: 1) забезпечення евакуації Одеси союзним флотом і союзним транспортом; 2) право вивезення родин та осіб, залишення яких загрожувало їм небезпекою; 3) право проходу до Румунії військ, рухомого складу і технічних засобів ".
Завдання, поставлене перед Шиллінгом, було нездійсненним для наявних військ (обіцяна матеріальна допомога від англійців у необхідних кількостях так і не прибула, велика частина військ перейшла до Криму — в одеському районі залишалися лише війська колишньої Київської області і нечисленні частини Української Галицької армії (УГА), що стала з листопада 1919 року союзником ЗСПР). Це сталось, головним чином, через їх моральний стан: невдачі головного театру воєнних дій і побоювання провалу морської евакуації знижували здатність військ до опору. У військах, що відступали, лютувала епідемія тифу, що перевершувала за своїми згубними наслідками бойові дії. Так, війська УГА практично повністю втратили боєздатність через епідемію.
Вже тоді генерал Микола Шиллінг вказував Ставці, що повна евакуація морем може виявитися нездійсненною навіть з допомогою флоту союзників, і тому просив отримати за посередництва Держав Згоди румунський дозвіл на пропуск частини військ і біженців до Бессарабії. Одночасно з цими повідомленнями про потенційні загрози, його доповіді про поточну обстановку, всупереч реальному стану справ, носили цілком оптимістичний характер — він повідомляв, що військові дії на півдні України цілком успішні і Одесі в найближчому майбутньому ніщо не загрожує.
Зв'язок між Одесою та Єкатеринодаром не був постійним, Ставці доводилося покладатися на оптимістичні донесення Шиллінга. При цьому можливість почати попередню евакуацію Одеси ускладнювалася хитким становищем білогвардійців у Криму. Беручи до уваги запевнення генерала Шиллінга про твердий стан Одеси, захоплення Червоною армією Криму здавався більш імовірним. Англійське командування також вважало загрозу падінню влади білогвардійців у Криму цілком реальною і в кінці січня дало наказ усім англійським транспортним суднам у регіоні та кільком військовим кораблям залишити виконання всіх інших завдань і прибути до Севастополя для забезпечення евакуації.
Схожими міркуваннями керувався і віце-адмірал Дмитро Ненюков. До того ж вихід Червоної армії в перших числах січня до берегів Азовського моря змусив його терміново зайнятися евакуацією Маріуполя, Херсона, Миколаєва та інших портів, для чого були задіяні всі наявні кораблі, криголами та запаси вугілля. Генерал Антон Денікін пізніше охарактеризував таку поведінку військових моряків як «саботаж …одеській евакуації…».

### Роль військового лідера
Багато свідків пояснювали події, що відбувались на півдні, відсутністю організованої оборони і швидкою здачею краю більшовикам, а також відсутністю авторитетного й енергійного військового лідера, який зумів би військам повернути віру в перемогу і скористатися наявними в краї силами і ресурсами для продовження боротьби. Головнокомандуючому Шилінгу дорікали за нерішучість і безініціативність. Ось яку характеристику Миколі Шиллінгу давав генерал Глобачов:
|  | Сам генерал Шиллінг був високопорядною людиною, крайнім монархістом за переконаннями. Я його знав ще в юнацькі роки, він був вельми доброю, чесною, чуйною людиною, яким він і залишився. Недолік його для високої посади, яку він обіймав, полягав у тому, що він був занадто м'який і віддавався більше особистому життю, ніж це, може бути, дозволяло його службове становище. Навколишні його військові й цивільні чини користувалися його недоліками і вирішували свої особисті справи, прикриваючись ім'ям керівникаГлобачёв К. И: «Правда о русской революции: Воспоминания бывшего начальника Петроградского охранного отделения». |

В. В. Шульгін згадував, що на його думку і думку ряду інших військових та громадських діячів (Василь Степанов, Абрам Драгомиров), які перебували на той момент на півдні України, військовим лідером, який міг би своїм авторитетом та активними діями врятувати становище був Петро Врангель, що перебував на той момент у Константинополі і не був задіяний. Цією групою, а також іншими військовими і політичними «центрами» Півдня Росії були здійснені кроки, щоб домогтися від Денікіна призначення Врангеля командувачем усіма білими силами на півдні України або, щонайменше, відряджання його туди для формування кавалерійських з'єднань.
Генерал Шиллінг клопотав перед Ставкою про призначення генерала Врангеля своїм помічником з військової частини, що було погоджено між Головнокомандувачем, Главноначальствующим[калька] і Врангелем 18 (31) січня 1920 року . Найближчий пароплав, за допомогою якого генерал Врангель міг би дістатися до Одеси, виходив з Константинополя до Криму тільки 27 січня (9 лютого) 1920 року. Однак січня (7лютого) 1920 25 року, Одеса впала.
Генерал Антон Денікін у своїх спогадах «Нариси Російської смути» так писав про це:
 Микола Астров від імені колишніх членів «Особливої наради» висунув ... питання про генерала Врангеля, його вимушеної бездіяльності і про призначення його в Новоросію. Степанов, який виїхав до Одеси, переконував генерала Шиллінга просити про призначення помічником собі барона Врангеля. ...І залучення барона Врангеля до нової діяльності, і залишення його без роботи однаково викликали великі ускладнення. Разом з тим бойова діяльність Шиллінга, що зумів з незначними силами дійти до Волочиська і Козятина, не давала підстав для його зняття. До того ж уявлялося неясним, що робити генералу Врангелю, в очах якого «Добровольчої армії, як бойової сили, не існувало», з військами Новоросії, і в організаційному та бойовому відношенні більш слабкими, ніж частини Добровольчої армії... Але з огляду на порушене генералом Шиллінгом клопотання я призначив барона Врангеля помічником його з військової частини. Незабаром, однак, Одеса впала, Новоросія була очищена нами, і генерал Шиллінг зі штабом і цивільним управлінням переїхав до Криму. Нагромадження на маленькій території численної влади було абсолютно зайвим, тому 28 січня призначення Врангеля було скасовано.

## Становище в місті Одесі на початку 1920 року

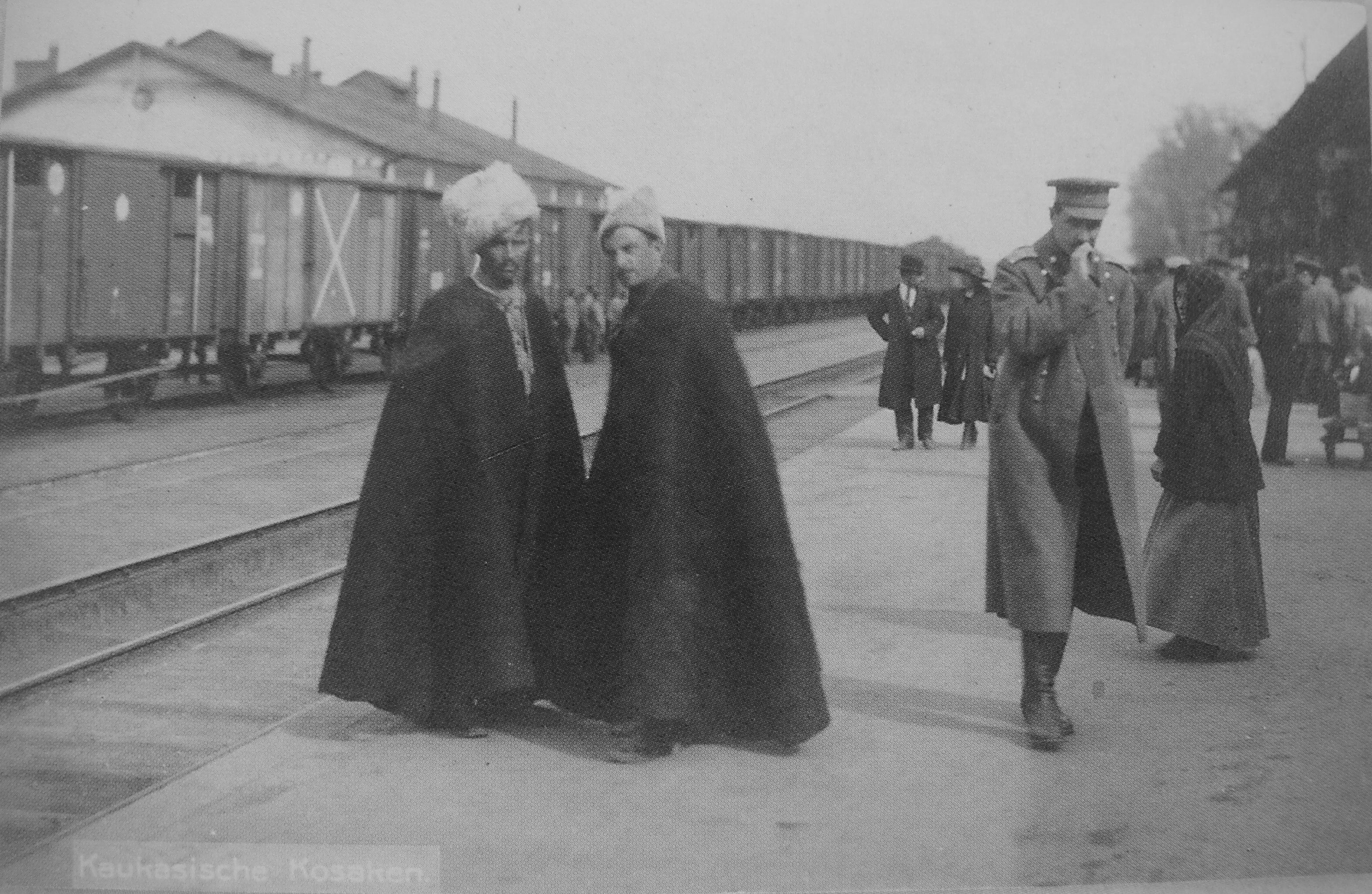
На пероні одеського залізничного вокзалу. Офіцер Добровольчої армії і козаки

На початку 1920 року Одеса, як одне з найбільших міст колишньої Російської імперії і найбільший її чорноморський порт була центром новоутвореної Новоросійської області. У місті розміщувався штаб військ Новоросійської області під командуванням Миколи Шиллінга. Населення міста, незважаючи на приплив біженців, що рятувалися від Червоної армії, скоротилася в результаті революцій, громадянської війни, червоного терору та попередніх евакуацій до близько 450 тисяч жителів. Тільки зареєстрованих офіцерів в Одесі було до 25-ти тисяч.
У тилових армійських службах і в цивільних установах Білого Півдня процвітали хабарництво і казнокрадство. В. В. Шульгіну було подано доповідь, що описує стан цих установ в таких висловлюваннях:
Для організації оборони міста на початку грудня 1919 року наказом генерала Миколи Шиллінга на посаду Начальника оборони Одеського району було призначено генерал-майора графа Миколу Ігнатьєва, колишнього командира колишнього Лейб-гвардії Преображенського полку. Йому підпорядковувалися всі місцеві загони «самооборони» і новостворені добровольчі загони, а також доручалося створити лінію укріплень, що мали оперізувати місто. За півтора місяці справа зведення цих укріплень не просунулася ні на крок — були затверджені плани і підрядники, останні отримали величезні аванси на зведення укріплень, але все залишилося тільки на папері.
|  | Вулиці Одеси були неприємні вечорами. Освітлення догораючих «огарків». На Дерибасівській ще сяк-так, на інших темінь. Магазини закриваються рано. Блискучих вітрин не помічається... Серед цієї страшної напівтемряви снує натовп, стикаючись на розі Дерибасівської й Преображенської. У ній відчувається щось нездорове, якась розпуста, quand même , — без будь-якої естетики. Остаточно перекокаінені повії, напівп'яні офіцери… Залишки культури відчуваються поблизу кінотеатрів. Тут все ж таки світло. Тут збирається натовп, менш моторошний, ніж той, що шукає один одного в напівтемряві. Звичайно, прийшли дивитися Віру Холодну… |

В умовах громадянської війни і розрухи міське господарство швидко деградувало. Ось як описував стан одеських вулиць Василь Шульгін, який перебував тоді в Одесі:
У справі залучення до оборони численних добровольчих загонів, створених на той час в Одесі, особливих успіхів не було, хоча одеські газети тих днів рясніли всілякими оголошеннями про формування добровольчих загонів для захисту міста. Штаб самооборони німців-колоністів, що справедливо вважалися дисциплінованою і морально-твердою силою, конфліктував з Штабом оборони. Німці-колоністи хотіли захищати лише свої власні колонії, тому відмовилися виходити на призначені їм позиції під Вознесенськом і Миколаєвом і після цього були оголошені „ненадійним елементом“ та їх постачання та озброєння було припинено.
Нижче приводиться список загонів, що формувалися в Одесі:
- „Загін Священного обов'язку“ митрополита Платона (за повідомленням В. В. Шульгіна в загін записалися відверті злочинці);
- „Одеський загін самооборони з німців-колоністів“;
- „Малоросійський партизанський загін отамана Струка“ (або „Селянський партизанський загін батька Струка“), раніше „прославився“ участю в єврейських погромах;
- „Союз Відродження Росії“;
- „Загін особливого призначення“ під керівництвом В. В. Шульгіна (складався переважно з учнівської молоді);
- „Робітничо-офіцерський загін“ інженера Кірсти — переважно з київських робітників, що евакуювались із залишеного ЗСПР Києва (в Києві вони називалися „робітничо-офіцерська рота“);
- „1-й Одеський партизанський батальйон 1-го офіцерсько-добровольчого полку Новоросії“;
- „Старообрядницький батальйон“;
- Громадський комітет оборони формував „особливі ударні батальйони“;

У створювані загони записувалися головним чином ті, хто хотів ухилитися від справжнього призову до армії Півдня Росії або шахраї, які вставши на облік, отримавши тепле обмундирування, чоботи, грошове забезпечення, відразу ж прямували на базар, продавали все отримане майно і йшли записуватися до наступного загону. Таким чином в Одесі номінально числилося декілька „добровольчих полків“, на ділі ж перебували тільки з 5-6 чоловік штабних працівників.
|  | ...більшість стоять на чолі відомств посадових осіб зайняті однією метою - набрати якомога більше грошей, тому хабарництво процвітає. Особи, що керують евакуацією, беруть хабарі за надання місць на пароплавах; комендатура порту - за звільнення судів від мобілізації; управління начальника військових сполучень - за розподіл тоннажу в Чорне море. Описати розкрадання, які відбуваються на залізницях, немає можливості - там пропадають цілі склади... Шульгін В. В. 1920 рік. . |

У другій половині грудня 1919 року через Одесу до Варни були евакуйовані родини вищих осіб новоствореної Новоросійської області. Це викликало тривогу у простих одеситів.
Командувач військами Новоросійської області Микола Шиллінг у середині січня 1919 року намагався на місцевому рівні домогтися від англійських представників підтвердження всього того, що було обіцяно раніше начальниками союзних місій головнокомандуванню ЗСПР, на випадок евакуації Одеси, а саме:
1. надання необхідної кількості транспорту для евакуації морем з Одеси родин офіцерів і цивільних службовців добровольчої армії;
2. сприяння англійського флоту в обороні Одеси;
3. термінового надсилання зброї та боєприпасів;
4. відновлення залізничного мосту на Бугазі, для можливості евакуювати залізницею в Румунію бронепоїздів ЗСПР та іншого цінного майна;
5. сприяння союзників в отриманні від румунського уряду дозволу на пропуск військових частин і цивільних біженців, у разі якщо евакуація морем виявиться неможливою.

8 (21) січня 1919 року від місцевого представника 22 англійського командування генералом М. М. Шиллінгом була отримана відповідь, яка була копією телеграми, отриманої з Константинополя: «Британська влада охоче допоможе у міру своїх сил, але сумнівається в можливості падіння Одеси. Це абсолютно неймовірний випадок…» і що для евакуації 30 000 чоловік (як того просив Шиллінг) транспортів все одно немає, а якби й були, то немає країн, які були б згодні прийняти таку кількість біженців.

### Міська влада
У грудні 1919 року в Одесі пройшли демократичні і вільні вибори до Міської думи, на яких упевнену перемогу здобув «Християнський блок», що складався із правих і центристських партій, які підтримували Білу владу. Таким чином, було абсолютно ясно, що влада Білого Півдня підтримувалася значною частиною населення Одеси. Перше засідання Міської думи відбулося 20 грудня 1919 (2 січня 1920) року. На першому засіданні Міським головою був обраний Володимир Колобов — одесит, колишній катеринославський губернатор, що займав високі посади в одеській адміністрації гетьмана Павла Скоропадського. До честі Міського голови і членів тоді ж обраної Міської управи необхідно відзначити, що вони до останніх годин евакуації залишалися на своїх постах і намагалися впорядкувати роботу міських служб. Евакуацією міського майна Управа не займалася — наказу про це від військової влади так і не послідувало, самостійних кроків у цьому напрямку Управа також не робила.

## Події, що безпосередньо передували оголошенню евакуації
10 (23) січня 1920 року 41-ша стрілецька дивізія Червоної армії і приєднана до неї кавалерійська бригада Григорія Котовського розпочали наступ по правому березі Дніпра в напрямку на Миколаїв. Одесу зі східного напрямку захищав 2-й корпус Добровольчої армії генерала Михайла Промтова, розташований у пониззі Дніпра і посилений частинами Одеського гарнізону. Ослаблений через масове дезертирство новобранців, призваних у одеському районі, і через епідемію тифу, корпус здригнувся і почав швидкий відступ на захід, у бік Одеси, надаючи слабкий опір наступаючим червоним.

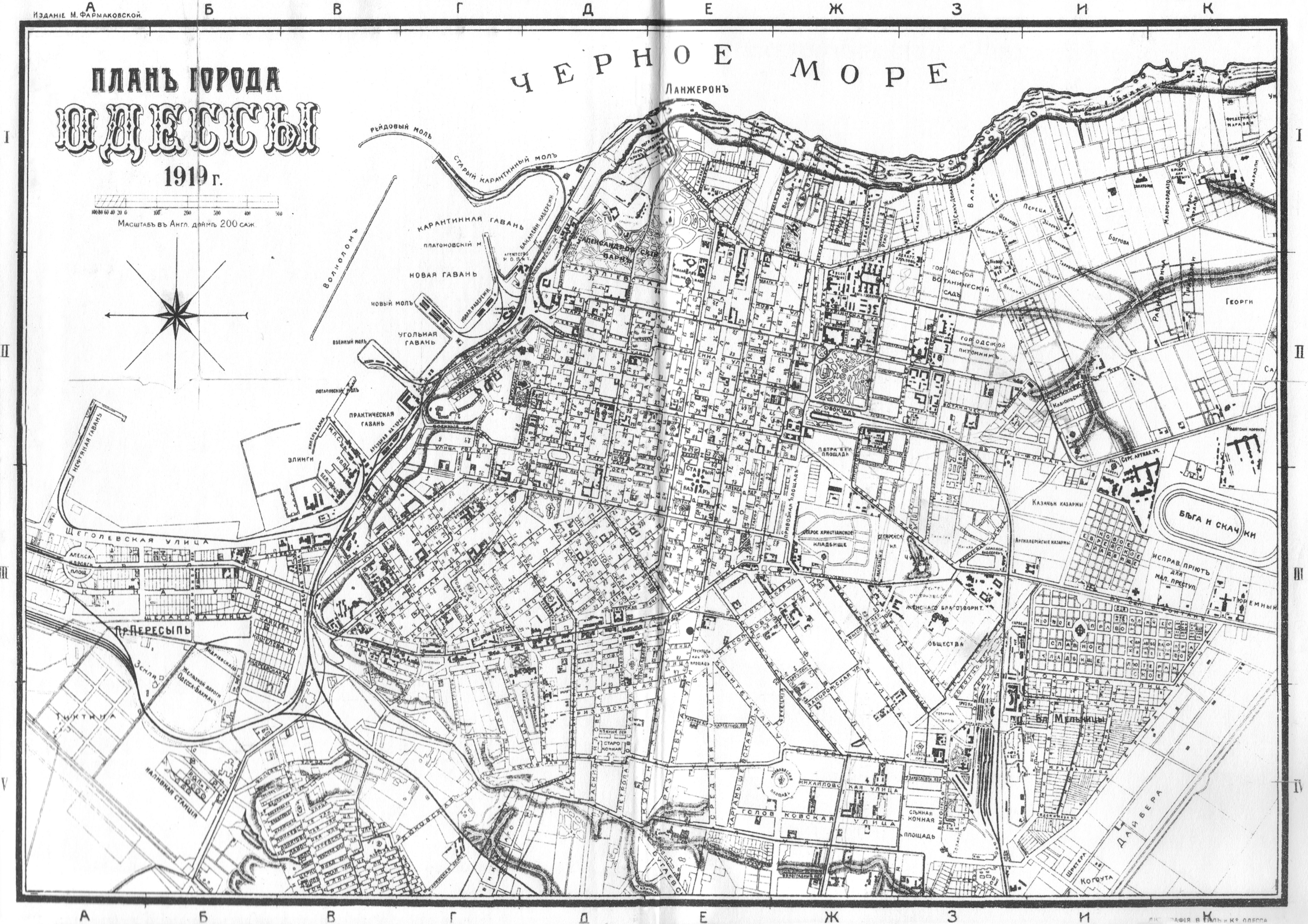
План міста Одеси 1919 року

Частини під командуванням Миколи Бредова здійснювали на той момент зосередження в райні Ольвіопіля—Вознесенська для завдання флангового удару по наступаючим правим берегом Дніпра частинам 14-ї радянської армії Ієроніма Уборевича. Зважаючи на зміни обстановки, ці частини також почали відхід на захід, отримавши наказ виходити до Румунії через пункти переходу в районі Тирасполя.
16 (29) січня 1920 року білими був залишений Херсон, наступного дня — Миколаїв. Обстановка навколо Одеси ставала катастрофічною для білогвардійців. 18 (31) січня 1920 року генерал Микола Шиллінг повідомив генерала Денікіна, а 19 січня (1 лютого) 1920 року — начальника союзної місії, що Одесу утримати неможливо. Тоді ж з Одеси до Севастополя на есмінці „Живий“ пішов начальник штабу Шиллінга генерал Віктор Чернавін. Тільки після його особистої доповіді 19 січня (1 лютого) 1920 року начальник флоту Ненюков усвідомив для себе істинне положення Одеси і необхідність вжити термінових заходів для висилки транспортів та інших судів для організації евакуації. Ненюков і Чернавін 20 січня (2 лютого) 1920 року відвідали старшого офіцера союзників у регіоні — капітана лінкора „Мальборо“ Чарльза Джонсона (англ. Charles D. Johnson) . Англійський офіцер пов'язав посилку судів в Одесу з отриманням гарантій щодо надійності оборони Кримських перешийків. Тільки після отримання таких гарантій від Якова Слащова, під час проведення спеціально зібраної в ніч на 3 лютого в Джанкої наради військового командування, 21 січня (3 лютого) 1920 року британці направили до Одеси два британських транспортних судна, пароплав з запасом вугілля і легкий крейсер „Кардіфф“.
У той же час Червона армія розвивала наступ — 21 січня (3 лютого) 1920 року ними була взята морська фортеця Очаків. Головні сили 41-ї дивізії і бригада Котовського розпочали наступ безпосередньо на Одесу. Знаючи, що тоннажу для евакуації морем в Одесі немає, генерал Микола Шиллінг віддав наказ військам 2-го корпусу Промтова відступати не на Одесу, а на румунський кордон для переходу на територію Румунії, маючи пунктом зосередження село Маяки. Тиловим установам 2-го корпусу, що знаходився в Одесі, тоді ж було наказано слідувати на Маяки, для з'єднання з головними силами корпусу. В Одесі залишилися в основному тільки розрізнені тилові установи військ, розташованих на півдні України, штаби, розрізнені військовослужбовці відстали від своїх частин, різні команди УГА, добровольчі загони місцевого формування.
Капітан англійського транспортного судна «Ріо-Негро» (англ. Rio Negro), брав участь в евакуації, Іван Кемерон (англ. Evan Percival Cameron) залишив такі спогади про Одеську евакуацію.
Знаходячись на рейді Севастополя з 14 (27) січня 1920 року, куди судно «Ріо-Негро» прийшло за розпорядженням командуючого британськими військово-морськими силами на Чорному морі адмірала Джона Де Робека, капітан вранці 21 січня (3 лютого) 1920а отримав новий наказ, даний всім транспортним кораблям британського флоту командиром лінкора „Мальборо“, флагмана британських сил на Чорному морі — терміново зніматися з якоря і слідувати на Одесу, якої загрожувала безпосередня небезпека, для прийому біженців.
Першим вирушило до Одеси однотипне транспортне судно «Ріо Пардо» (англ. Rio Pardo), що прибуло в Севастополі 17 (30) січня 1920 року під командуванням капітана Оуенса (англ. A. L. Owens). «Ріо-Негро» знялося з якоря і попрямувала до Одеси о 13 годині 22 хвилини 21 січня (3 лютого) 1920 року. Навігація проходила в складних умовах. Капітану «Ріо Негро» в Босфорі видали одну генеральну карту Чорного моря і карту Севастополя, окремо була видана схема мінних постановок, намальована від руки і дрібного масштабу. Карти підходів до Одеси на борту не було, капітан жодного разу в Одеському порту до цього не бував. Одеська затока була вся вкрита льодом, стояв туман, що робило неможливим визначення місця судна за береговими орієнтирами.

## Повстання одеських більшовиків
Ще в листопаді 1919 року більшовицькими підпільниками П. С. Лазарєвим (колишнім командиром «Одеської армії»), Олександром Хворостіним, Сергієм Інгуловим в Одесі був створений Підпільний обласний військово-революційний повстанський штаб" до завдання якого входила підготовка більшовицького повстання в місті. Хоча Одеському контр-розвідувальному відділенню ЗСПР під керівництвом Георгія Кірпічнікова вдалося протягом грудня 1919 року заарештувати багатьох керівників штабу та членів підпільної організації, обстановка в місті кардинально не змінилася. Розгромлений штаб перестав бути центром підготовки повстання, проте настрій робочих околиць Одеси було про-більшовицький і взагалі авантюристський — ще під керівництвом штабу були створені різні робочі підпільні «полки», озброєні члени яких бажали зі зброєю в руках зайнятися експропріацією військового та приватного майна; попросту кажучи — грабунком. Ці підпільні загони після втрати контролю за їх діяльністю з боку штабу продовжували «жити своїм життям» і чекали зручного моменту для виступу.
Підпільний ревком був створений 23 січня (5 лютого) 1920 року шляхом угоди одеських комуністів, борьбистів та боротьбистів. Ревком очолили більшовики з військово-революційного повстанського штабу, що уникли арешту — Інгул та І. П. Арнаутов. Завданням Ревком поставив захоплення влади в місті. Про слабкість Білої влади в Одесі в останні дні свідчить той факт, що відозву Ревкому з вимогою передачі йому всієї влади в місті, вільно вивішували поруч з наказами по місту Начальника оборони міста полковника Стесселя і оголошеннями англійської військової місії. Танкісти ЗСПР, які прибули в Одеський порт на транспорті «Дон» з Миколаєва за декілька днів до падіння Одеси, згадували, що на їх транспорт більшовицькі агенти підкидали анонімні листи, в яких перераховувалися імена всіх офіцерів-танкістів із закликами переходити на сторону більшовиків і погрозами, що в іншому випадку їм не уникнути розправи, адже більшовицьке підпілля все одно не випустить «Дон» з Одеського порту.
На початку лютого 1920 року багато одеських робітників підприємства оголосили страйк, а в ніч з 22 січня (4 лютого) на 23 січня (5 лютого) 1920 року в робітничих районах Одеси почалися самочинні виступи збройних робітничих загонів, під гаслами більшовиків, анархістів, боротьбистів і боротьбистів, які нападали на відсталі і поодинокі обози, грабували їх, вбивали потрапивших до їх рук офіцерів, нападали на представників влади і ділянки державної варти, втім не виходячи за межі своїх районів. Призначеному генералом Шиллінгом Начальнику оборони міста Одеси полковнику Стесселю довелося наводити порядок в робітничих районах силою зброї, з допомогою офіцерських дружин і броньовиків. До 24 січня (6 лютого) 1920 року відкриті виступи були придушені, однак порядок в робітничих районах так і не був відновлений — власті ЗСПР їх не контролювали, особливо з настанням темряви.

## Український чинник
Представники Антанти, бачучи деморалізований стан військ ЗСПР, намагалися знайти іншу силу, на яку вони могли б покластися для продовження боротьби з більшовизмом в регіоні. Їх погляди звернулися на українців. За спогадами Олександра Удовиченка, який брав участь в описуваних подіях, 18 (31) січня відбулася зустріч глави англійської військової місії Волша з українськими діячами. Волш повідомив українцям, що в здібностях Добровольчої армії союзники зневірилися, якщо українські діячі гарантують союзникам свою можливість відстояти місто, то в їх розпорядження буде передане все військове спорядження, англійський флот сприятиме своєю артилерією. Українцям пропонувалося негайно приступити до формування національних частин. Українські представники висунули зустрічні умови: командування всіма збройними формуваннями в одеському районі повинно бути передано представникам УГА, війська Новоросійської області ЗСПР повинні при першій же можливості залишити територію України.
Удовиченко в своїх спогадах писав, що в той момент в районі Одеси знаходилося до 20 тисяч військовослужбовців-українців, всі з них були готові встати на захист Одеси, щоб «боротися за Україну». Одеський історик А. А. Філіпенко розцінив такі оцінки як «занадто оптимістичні». За його даними, єдиною реальною дисциплінованою військовою силою були підрозділи Української Галицької армії, вкрай нечисленні і ослаблені епідемією тифу, а настроєм цих підрозділів було якраз не продовження боротьби з більшовиками, а підписання з ними мирного договору з метою отримання дозволу на прохід до Польщі, про що вже давно йшли розмови серед представників УГА.
Для вироблення взаємоприйнятного рішення в наступні дні відбулося два спільні наради представників УГА, французької і англійської військових місій та ЗСПР. Всі вимоги галичан зустріли категоричні заперечення останніх.

## Організація оборони міста
22 січня (4 лютого) 1920 року генерал Микола Шиллінг оголосив евакуацію Одеси. Комендантом укріпленого району міста Одеси його ж наказом № 64 від 23 січня (5 лютого) 1920 року був призначений начальник гарнізону Одеси полковник Стессель. В його підпорядкування переходила вся військова та цивільна влада в місті. Був створений Штаб оборони, головою якого призначався полковник Мамонтов. У завдання Штабу оборони входило утримання Одеси до тих пір, поки «…останній боєць-доброволець не буде посаджений на корабель…». Штаб полковника Стесселя розмістився в будівлі англійського клубу, що знаходиться між Міською думою і міським театром.
Несподівано для захисників Одеси (як то пояснював генерал Шиллінг — за порадою англійського командування, якого українські військові, зі слів же Шиллінга, гарантували утримання міста) генерал Шиллінг ввечері 23 січня (5 лютого) 1920 року видав наказ, яким передавав захист Одеси і всього півдня України Українській Галицькій армії на чолі з генералом Віктором Сокирою-Яхонтовим. Ось як згадував про цей епізод В. В. Шульгін:
|  | ...У цей час командування вже перейшло до рук полковника Стесселя, ...Його штаб був у англійському клубі. ...В клубі маса народу, натовп. Очевидно, сюди тиснуться. Світять якісь жалюгідні недогарки. Похмуро. У цій похмурості безперервно снують, входять і виходять, і відчувається що відбувається якась перебудова. Якісь українські офіцери приїжджали і від'їжджали в автомобілі. Кілька разів пролунала «балакають», «мова». Звичайно, це було так, а не інакше: відбувалася здача командування «нашому пану» генералу Сокирі-Яхонтову. Навіщо генерал Шиллінг, сівши на пароплав, передав командування генералу Сокирі-Яхонтову, який невідомо звідки взявся, не мав ніяких сил (триста галичан, та й ті лежать в госпіталях), і явно вселяв всім недовіру, — це секрет винахідника. Однак це було зроблено. Полковник Стессель отримав від генерала Шиллінга лист з наказом підкоритися українському рятівникові. Це передання влади, безсумнівно, прискорило здачу Одеси днів на два, бо хтось став сподіватися на когось, і навіть ті деякі, що могли що-небудь зробити, були збиті з пантелику. ...я відправився назад до свого загону з невиразною думкою розпустити його по домівках. Бо якщо можна ще донкіхотствувати під трибарвним прапором, то під «жовто-блакитним» ... уклінно дякую ... «Досить ковбаси», як говорили в таких випадках на доброармійському жаргоні. |

24 січня (6 лютого) одесити дізналися з розклеєних по всьому місту афіш, що вся влада в місті і його околицях перейшла до галицькому штабу на чолі з отаманом Зегожем", який буде керувати Одесою від імені Директорії Української Народної Республіки. Вже вранці 25 січня (7 лютого) 1920 року генерал Сокира-Яхонтов оголосив, що відмовляється від захисту Одеси.

## Ситуація в Одеському порту
Евакуація проходила в морозні дні. Напередодні Севастопольська гідрометеорологічна обсерваторія сповістила капітанів портів Криму та Північно-західного узбережжя, що над Півднем Росії пройде небувалої сили циклон, який принесе сильні опади і незвичайне для цих широт падіння температури. Після проходження циклону початку лютого місяця температура повітря не підвищувалася вище -5 °C вдень, а вночі — падала до -10 °C. Вся Одеська затока і акваторія Одеського порту були покриті густим дрібним льодом, що дуже ускладнювало швартові операції і маневрування суден у самому порту і проходження фарватерами в затоці.
У порту зовсім не було запасів вугілля — останнє вугілля було витрачене на спорядження експедиції з криголамів і буксирів до Миколаєва, для евакуації цього порту, яка була проведена напередодні евакуації Одеси. До моменту оголошення евакуації ні одного криголама в порту не було, бо вони були виведені у відкрите море для сприяння застрягшим у льодах судам ще напередодні. Криголамні буксири «Сміливий» і «Працівник» з військовими командами на борту і великий англійський буксир, який прибув з Криму, надавали під час евакуації до її останніх годин допомогу транспорту.

### Дії управління військового порту
Емігрантський дослідник тогочасних подій Петро Варнек піддав критиці дії Управління військового порту Одеса під командуванням капітана 1-го рангу М. М. Дмитрієва, який не виявляв ніякої ініціативи і всупереч очевидності загрози для Одеси не вжив жодних заходів для підготовки евакуації аж до видання генералом Шиллінгом відповідного наказу. Незважаючи на наявність у розпорядженні Начальника управління достатньої кількості морських офіцерів і взагалі особового складу, в тому числі з тільки що евакуйованого в Одесу Миколаївського порту, не були мобілізовані приватновласницькі пароплави і не були призначені на них військові команди. Евакуація, що почалася, відбувалася без усякого плану, на транспорти вантажили не найцінніше, а те, що знаходилося поблизу. Приватні пароплави воліли брати пасажирів і вантажі тільки за плату і йшли напівпорожні або, якщо на них знаходилися команди, що піддалися більшовицької агітації, взагалі відмовлялися брати участь в евакуації, вважаючи за краще чекати приходу червоних. Більше того, 24 січня (6 лютого) Дмитрієв взагалі усунувся від управління евакуацією, назвавши себе хворим і передавши командування своєму малодосвідченому заступнику капітану 2-го рангу Балласу. Про ступінь втрати росіянами портовими властями контролю над ситуацією вказує той факт, що два останні, найбільш напружені дні евакуації, частковий контроль за розподілом черги на швартування, проведенням суден і постановкою до причалів самочинно взяв на себе командир британського крейсера «Церес» Г. О. Рейнольд (англ. H. O. Reinold, який прибув до порту для його охорони. Бачачи безпорадність російських властей і плутанину, що панує в порту, англійський офіцер прийняв керування рухом у порту в свої руки.
Незважаючи на гостру потребу в буксирах для виведення суден з порту, деякі портові буксири воліли виводити в море за хорошу плату приватновласницькі пароплави.

### Спогади англійського капітана
Як написав у своїх мемуарах капітан транспорту «Ріо Негро»" (англ. Rio Negro) Іван Кемерон (англ. Evan Percival Cameron), слідуючи до Одеської якірної стоянки в тумані, команда чула артилерійську канонаду, що лунала з берега. Прибувши в розрахункове місце якірної стоянки об 11 годині 45 хвилин 22 січня (4 лютого) 1920 року капітан «Ріо Негро» виявив, що тут вже знаходилися англійські лінійний корабель «Аякс», крейсер «Кардіфф», транспорт «Ріо Пардо», інші судна, що прибули для евакуації Одеси. Біля причалу в одеському порту вже знаходився британський крейсер «Церес». Канонада з берега посилювалася. До кінця дня туман розсіявся і на горизонті було видно спалахи від гарматних залпів і розривів артилерійських снарядів. «Ріо Негро» чекало своєї черги для постановки до причалу. До причалів пішли декілька транспортних суден і англійські крейсери, командам яких було наказано забезпечити порядок в порту. Судна, які взяли на борт свою квоту біженців та військові частини, виходили з порту і ставали на якір, на їх місце йшли інші судна. Нарешті, опівдні 24 січня (6 лютого) 1920 року капітани «Ріо Негро» та «Ріо Пардо» одержали наказ іти в порт для прийняття біженців.
Швартування забезпечував один портовий буксир, який тільки за допомогою сигнальних прапорів «ідіть за мною» вказав причал, до якого повинно було пришвартуватися судно. Густий лід в акваторії порту сильно ускладнив швартування, притиснутися корпусом до причалу не вийшло, між судном і причалом залишався простір, заповнений льодом, завширшки кілька метрів. Причал, до якого пришвартувалося «Ріо Негро» був заповнений людьми, що чекали евакуації. Як тільки судно привартувалося (1 година 30 хвилин пополудні) і спустило трап, воно негайно було взято під охорону командою крейсера «Церес», в завдання якої входила перевірка документів і допуск на борт тільки тих осіб, які мали дозвіл на евакуацію. Капітан крейсера «Церес» сповістив капітана «Ріо Негро», що Одеса ось-ось впаде і що судно «Ріо Негро» останнє, якому було надано дозвіл на вхід у порт.

## Бойові дії в місті і в порту
У ніч з 24 січня (6 лютого) на 25 січня (7 лютого) 1920 року генерал Микола Шиллінг зі своїм штабом покинув місто, перейшовши на пароплав «Анатолій Молчанов».
Рано вранці 25 січня (7 лютого) 1920 року частини 41-ї стрілецької дивізії Червоної армії увійшли в північно-східні передмістя Одеси — робочі райони Пересип і Куяльник, а послана в обхват Одеси кавалерійська бригада Котовського зайняла залізничну станцію Одеса-Товарна, розташовану на захід від міста — таким чином Одеса була взята в півкільце. Робочі райони не контролювалися Білою владою вже декілька днів. Вільним від радянських частин залишався тільки південно-західний сектор.
Після заняття станції Одеса-Товарна кавалерійська бригада Котовського отримала наказ не входити в Одесу, а слідувати у напрямку села Маяки, для відсікання всіх можливих шляхів відступу з Одеси в північному напрямку. З ранку 25 січня (7 лютого) 1920 року передові і ще нечисленні частини Червоної армії, за підтримки місцевих більшовицьких загонів, почали просуватися з північно-східних околиць міста до його центру, не зустрічаючи серйозного опору. В центрі міста офіцерські дружини, які підпорядковуються полковнику Стесселю, надали наступаючим у деяких вузлах відчайдушний опір; особливо завзятий бій йшов за будинок Офіцерського зібрання (вулиця Преображенська — кут вулиці Кондратенко). Близько 11 години ранку одному з червоних загонів, очевидно, складеному з місцевих більшовиків, вдалося вийти на височину Миколаївського бульвару, що нависає над портом, в результаті жаркого бою захопити міську комендатуру, що розташовувалася у Воронцовському палаці і, встановивши на краю бульвару кулемети, почати обстріл скупчень людей в Одеському порту. Хоча просунутися далі червоні, через свою нечисленність і наявності юнкерських застав, що перегородили їм подальше просування, не змогли, кулеметний обстріл порту і прилеглих вулиць справив на евакуйованих сильне враження — в порту почалася паніка, всі кинулися шукати захисту від куль під стінами портових споруд або на краю молів, куди кулі не долітали
Розрізнені бійці і офіцери, що знаходилися в порту під обстрілом, змогли самоорганізуватися і перейти в контратаку, з легкістю змусивши червоних відступити. Контратака білих віялом розходилися від порту в напрямках Військового і Польського узвозів, вулиць Маразліївська, Пушкінської та Преображенської. Центр міста знову перейшов під контроль ЗСПР. Однак зв'язок порту з центром міста так і не була відновлена, а настрій всіх білих частин був не на продовження боротьби, а на евакуацію. На вулицях лежали вбиті й поранені, здебільшого випадкові перехожі. У другій половині дня білі загони знову почали відступати до порту, в надії потрапити на суда, що відходили. До кінця дня частини Червоної армії і місцеві партизанські загони знову наблизилися до порту і почали робити спроби просування до причалів і захоплення судів.
Між тим, поки в центрі міста білі вели бій з червоними частинами і місцевими партизанами, капітани пароплавів, у тому числі англійських і мобілізованих, в терміновому порядку почали виходити на рейд. Вийшов на рейд і «Антатолій Молчанов», на борту якого перебували Головнокомандуючий генерал Шиллінг та інші начальники. Одним з останніх йшов транспорт «Далланд», йшов абсолютно самостійно, без допомоги буксира, і застряг на вихід з порту в льоду. Скориставшись цим, до пароплава по льоду побігли люди, перестрибуючи з крижини на крижину. «Далланд» був відбуксований на зовнішній рейд англійським міноносцем тільки наступного дня.
Англійський крейсер «Церес» йшов вже під збройними та кулеметними кулями червоних, які клацали по його надбудові. Як і було обіцяно, всі юнкери Сергіївського училища і полурота 1-ї роти (кадети-старшокласники), Одеського кадетського корпусу, загальним числом близько 350 бійців, які охороняли порядок у порту під час евакуації, були прийняті на борт «Цереса». Більш того, буквально в останню хвилину, вже під кулями більшовиків, у порт по Ланжеронівському спуску пронеслися кадети-кияни, числом близько 130, в основному молодших класів, які були кинуті своїми вихователями в стінах Одеського корпусу і зважилися на похід в порт за ініціативою декількох кадет-киян старших класів. Вони прибули до порту без втрат і були прийняті тут же на англійський вугляр «Вотан», який був пришвартований біля борту «Цереса». Коли в порт для евакуації прибули офіцери із загонів захисників міста полковника Стесселя, то з'ясувалося, що, всупереч обіцянкам командування, судна для їх евакуації немає.
Несправний транспорт «Дон», який прибув до Одеси на буксирі з Миколаєва з вантажем англійських танків 3-го танкового загону ЗСПР (танки не змогли взяти участь в обороні Одеси, бо в Одеському порту не знайшлося відповідної вантажопідйомності крана, аби вивантажити їх з борту судна на причал) і різноманітного армійського спорядження, виявився кинутий напризволяще, незважаючи на запевнення військових властей що транспорт з танками обов'язково буде виведений з порту. На борту, крім команди транспорту, знаходилися військовослужбовці — танкісти і окремі чини ЗСПР різних технічних частин, а також численні цивільні біженці. Всі вони чекали неминучої розправи. Встановивши кулемети на борту самого «Дона», так і на причалі, танкісти вогнем кулеметів не давали червоним наблизитися до судна. Між тим дві партії танкістів були відправлені на пошуки буксира або будь-якого іншого морехідного судна. Одній з партій пощастило — на сусідньому причалі була з боєм захоплена парова шаланда «Сурож», екіпаж якої очікував приходу більшовиків і не збирався виходити в море. Ця шаланда взяла «Дон» на буксир і з настанням ночі вивела транспорт з танками і сотнями біженців на рейд.
Як згадував капітан англійської транспорту, за порядком в порту стежили юнкери Сергіївського артилерійського училища, яким була гарантована евакуація і які дійсно були прийняті на крейсер «Церес» в самий останній момент. Залишки військових частин ЗСПР вантажилися на борт пришвартованого на сусідньому причалі російського пароплава «Володимир». Навантаження відбувалася в такій паніці, що охороні пароплава довелося відкрити вогонь по натовпу солдатів, щоб привести її в порядок. Навантаження на борт біженців «Ріо Негро» йшла весь залишок дня і всю ніч і була закінчена до ранку 25 січня (7 лютого) 1920 року. До 11 години ранку надійшов наказ терміново виходити в море, бо більшовики вже вдерлися в місто, до того ж судно вже набрало максимальну кількість людей. Під час відходу судна на причалі ще залишалися сотні нещасних, які стоячи на колінах благали взяти їх на борт. Охорони з крейсера «Церес» довелося повертатися до свого корабля вже під кулеметним вогнем більшовиків. На всіх причалах залишалися гори багажу, підвід, автомобілів, які біженці не змогли підняти на борт.
На борт «Ріо Негро» піднялося приблизно 1400 чоловік біженців, в той час як судно було розраховане на перевезення 750-ти. За своїм складом це були в основному жінки і сім'ї з вищих класів, діти, поранені офіцери. У них була достатня кількість особистої зброї, яку капітан «Ріо Негро» наказав негайно здати команді. Перевірка пасажирів також показала, до жаху команди, що були підняті на борт тифозні хворі. Судновий лікар негайно почав надавати хворим необхідну допомогу. Судновий кок зі своїми помічниками почав безперервний процес приготування їжі для всієї цієї величезної кількості людей. Вивівши судно з порту і вставши на якір в оточенні інших судів, екіпаж судна провів у всіх цих нагальних турботах про своїх пасажирів всю ніч. На борт транспорту була переведена частина юнкерів і кадетів, які пішли з Одеського порту на крейсері «Церес». Наступного ранку, 26 січня (8 лютого) 1920  року, капітан «Ріо Негро» підняв сигнальні прапори «Прошу дозволу знятися у рейс». Лінкор «Аякс» відповів: «Ідіть до Константинополя».
До ночі основна маса біженців, які залишилися в порту після відходу суден, втративши надію на евакуацію, покинула територію порту. У порту в одній з будівель залишалося дві сотні хворих і поранених, а також певна кількість військових і цивільних біженців. Майже всім з них вдалося сісти протягом ночі на дрібні судна і буксири, які під покровом темряви наважувалися повернутися в порт з рейду, щоб підібрати охочих евакуюватися.
Бої в місті йшли до середини дня 26 січня (8 лютого) 1920 року. Тільки до цього часу червоним остаточно вдалося захопити Одесу і порт. Встановивши на краях молів артилерійські батареї, червоні спробували обстріляти з гармат судна, що перебували на рейді, але зважаючи на великій дистанції обстріл не приніс кораблям ніякої шкоди. Ще якась кількість біженців, на дрібних плавзасобах відійшовши від інших причалів, змогла пробратися до стоячих на рейді судів у перші дні після залишення Одеси, бо червоні не контролювали усього узбережжя.
Командири УГА вирішили в бойових діях участі не брати, оголосити нейтралітет, вивісивши на місцях розташування частин білі прапори. Вони послали до командування наступаючих на Одесу частин Червоної армії делегацію з пропозицією укласти перемир'я. Всім військовослужбовцям було наказано не залишати місця розквартирування і не виходити на вулицю. Втім, ще напередодні, ті з частин і військовослужбовців, які не бажали укладати мир з більшовиками, стали йти з Одеси з частинами ЗСПР або самостійно, для того, щоб з'єднуватися із зеленими отаманами або частинами армії УНР. Делегація УГА зустрілася з командуванням 45-ї стрілецької дивізії червоних і уклала перемир'я, при цьому райони, які займали частини УГА, переходили під охорону цих частин. В ті дні у частинах УГА знайшли притулок і багато місцевих українців, які, побоюючись більшовицького терору, приєдналися до них, видаючи себе за галичан.
Вивід з порту недобудованих військових кораблів і знищення нездатних до морського переходу
В Одеському порту знаходилося декілька споруджуваних військових кораблів різного ступеня готовності, готовність деяких була майже повною. Були зроблені зусилля, щоб жоден з них не дістався червоним. У порту перебували недобудовані крейсер «Адмірал Нахімов», ескадренні міноносці «Цериго» і «Занте», десантні судна типу «Ельпідіфор» — № 413 та № 414, підводні човни «Лебідь» і «Пелікан».
Недобудований ескадрений міноносець «Занте» був виведений з Одеського порту на зовнішній рейд ще заздалегідь і залишений на якорі без команди. Недобудований і ще без гармат ескадрений міноносець «Цериго» мав на борту повний комплект офіцерів, які взяли на борт свої родини і невелику команду моряків-добровольців. Старший офіцер міноносця старший лейтенант Г. В. Корнілович відбув за портовим буксиром для виведення міноносця на рейд. У другій половині дня 25 січня (7 лютого) 1920 год року «Цериго» на буксирі був відтягнутий від причалу на 200—300 метрів, але в цей момент буксирний кінець лопнув. Корнілович за наказом командира міноносця Н. В. Задлера пішов на буксирі на рейд, щоб привести більш потужний буксир. Червоні відкрили рушничний вогонь по нерухомому в льодах міноносцю, але кулі не заподіювали йому шкоди, а незабаром його накрила темрява. Вранці, до жаху екіпажу, вони виявили, що міноносець віднесло течією назад до причалу. Офіцери та їх сім'ї вже прощалися з життям в очікуванні червоних. Червоні дійсно з'явилися на причалі, але, очевидно, вважаючи, що команда есмінця повернулася в порт добровільно, не робили спроб проникнути на борт. Так як довго так тривати не могло, команда «Цериго» вирішила піти на хитрість — на берег була надіслана команда уявного «суднового комітету», що складається з двох матросів та інженер-механіка Олексія Полякова. Делегація з'явилася в штаб червоних і оголосивши, що команда перейшла на бік більшовиків, зажадала від штабу надати екіпажу «захисну грамоту» від всіляких самочинних обшуків. Штаб видав необхідний документ і навіть послав на пірс часових для охорони есмінця, під охороною яких «Цериго» провів залишок дня 26 січня (8 лютого) 1920 року. Вночі до «Цериго» підійшов більш потужний буксир, який привів старший лейтенант Корнілович і відтягнув есмінець на рейд, звідки він, не без подальших труднощів і небезпек, був відбуксований до Севастополя.
Російські військові кораблі «Жаркий» і «Цесаревич Георгій», які прибули з Севастополя коли транспорти вже вийшли з порту, отримали завдання під покровом темряви увійти в порт і сприяти виводу кораблів, що залишилися в порту.
«Жаркий», увійшовши в порт за допомогою англійського міноносця, який відчистив від льоду підходи до порту, увійшов у порт і його капітан Манштейн вирішив спробувати відвести недобудований крейсер «Адмірал Нахімов». Висаджена з «Жаркого» на причал біля «Нахімова» партія мисливців була обстріляна з кулеметів і закидана гранатами, проте вогонь з 75-мм орудія «Жаркого» змусив більшовиків відступити. Спроби відірвати від причалу вмерзлі в лід крейсер «Адмірал Нахімов» ні до чого не привели і до 2 години ночі «Жаркий» повернувся на зовнішній рейд, де у нього сталося зіткнення зі стоячим на якорі без команди есмінцем «Занте» — через що почався шторм «Занте» зірвало з якоря і його навалило на «Жаркий». Після зіткнення «Занте» викинуло на берег, де він простояв до кінця Громадянської війни, а «Жаркий» був змушений зайнятися усуненням пошкоджень.
Коли «Жаркий» вийшов з порту, йому на зміну попрямував допоміжний есмінець «Цесаревич Георгій». Він отримав завдання увійти в порт і відвести на зовнішній рейд дві баржі, навантажені снарядами. Увійшовши в порт «Цесаревич Георгій» був обстріляний з берега і так само відкрив у відповідь вогонь з 70-мм орудія. В темряві знайти баржі не вдалося і есмінець повернувся на рейд. З настанням дня йому було доручено провести розвідку в бік Дністровського лиману для пошуку Одеського кадетського корпусу і взагалі загонів, відступивши з Одеси в бік Румунії. У разі якщо такі будуть виявлені — зробити все можливе для їх евакуації морем. Старший штурман «Цесаревича» Б. Н. Степанов висадився на берег, але ні слідів білих загонів, ні даних про їх місцезнаходження знайдено не було.
Кораблі міжнародної ескадри залишалися на рейді Одеси ще декілька днів. Капітан прийшовшого американського есмінця навіть відвідав Одесу, спробувавши отримати від червоного командування дозвіл на евакуацію на кораблі іноземців, що залишилися в Одесі. Англійців турбувала перспектива введення до складу Червоного флоту двох, що залишилися в Одеському порту підводних човнів «Лебідь» і «Пелікан». Була розроблена зухвала операція з їх викрадення з порту. 29 січня (11 лютого) 1920 року англійська ескадра відкрила по порту сильний вогонь. Під прикриттям цього вогню в порт увійшли два англійських міноносця, взяли обидва підводні човни на буксир, але замість того, щоб вивести їх з порту і передати їх власнику — Білому флоту — англійці відразу затопили їх у фарватері Одеського порту, під приводом зробити фарватер немореходним. Ця мета досягнута не була.

## Подальші події

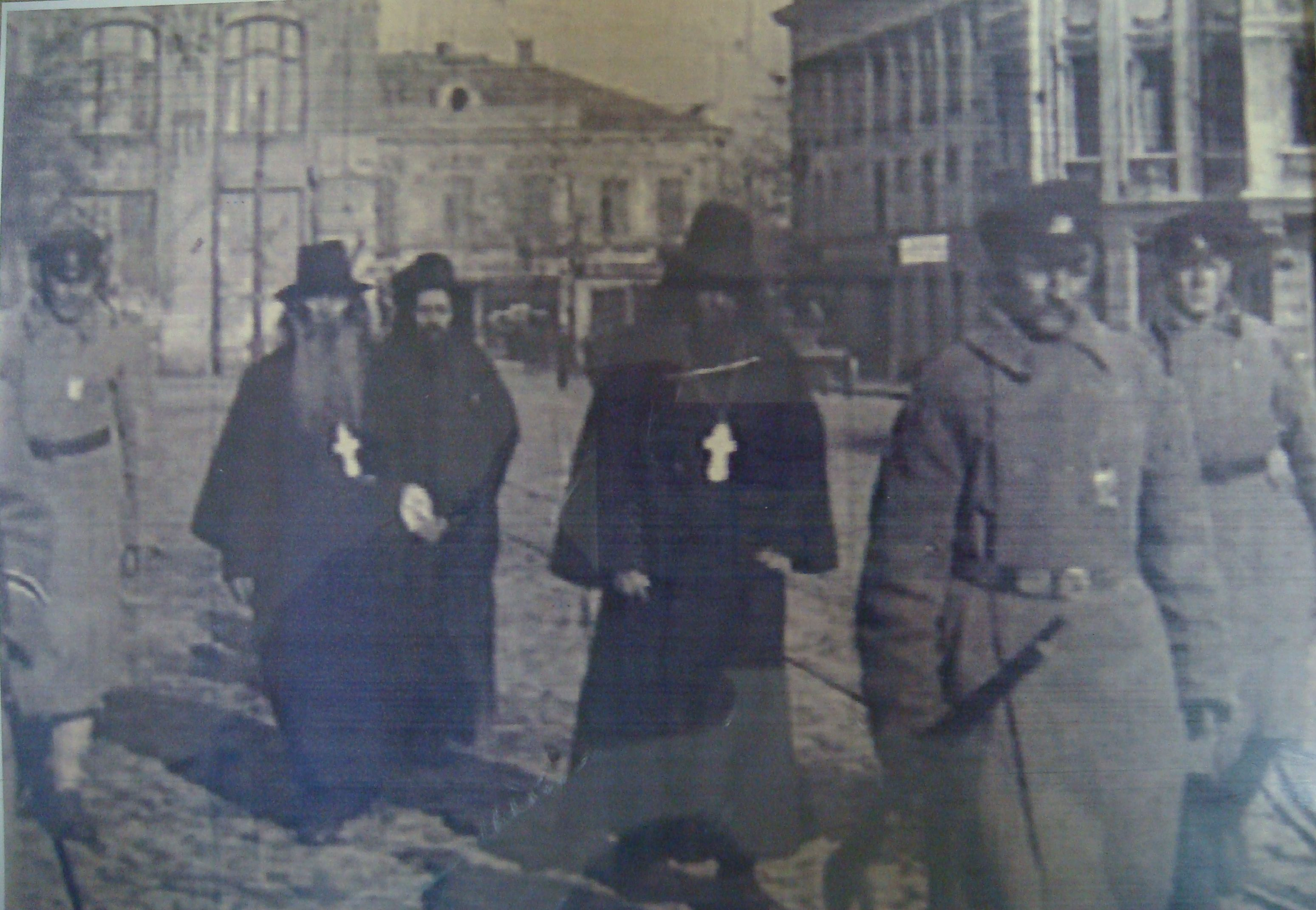
Кадр кінохроніки. Заарештовані священнослужителі на Грецькій площі. Весна 1920 року.

Особи, які не потрапили на судна і не бажали залишатися в зайнятій більшовиками Одесі, організувалися в загони і вирушили пішим маршем на південний захід, до міста Овідіополь на кордоні з Румунією, куди вони сподівалися бути пропущеними. В Овідіополі виникли чутки що румунська влада нікого до себе не пропускає. Ті військові частини та біженці, які зважилися не випробовувати долю, а одразу продовжили марш вздовж румунського кордону на північ, на з'єднання з частинами Промтова і Бредова, в основній своїй масі відірвалися від переслідування радянських військ і з'єдналися з основними силами. Ті ж, хто залишився в Овідіополі і спробував перейти на румунську сторону, отримали назву «Овідіопольського загону». Цей загін, числом від 12 до 16 тисяч, здебільшого цивільних біженців, потрапивши в мішок і не будучи пропущеними румунськими властями на їх територію, був неуважний — велика частина здалася в полон Червоній армії, багато їх загинуло в бою, від мародерів з місцевих жителів, загороджувального вогню румунських військ, покінчили з собою. Лише кільком сотням вдалося переправитися в Румунію (румунськими даними на територію Румунії були пропущені 1800 осіб) або вирватися з мішка і з'єднатися з загоном Бредова.
Життя біженців, які потрапили на транспорти, тривала. У першу ж добу перебування біженців на судні «Ріо Негро» серед них трапилася перша смерть — у судновому журналі було зроблено запис: «об 11 годин ранку в 45° 49' північної широти і 30° 37' східної довготи від хвороби з симптомами пневмонії помер Сергій Нікитич Куценко, 32 років від роду». В той же день о 6 годині вечора його тіло кинули в море згідно звичайній морській традиції — судно застопорило машини, священик здійснив обряд відспівування і тіло було скинуто у воду, після чого судно продовжило свій шлях. 27 січня (9 лютого) 1920а о 3 години ранку на борту народилася дівчинка — в судновому журналі було зроблено запис: «Народження дівчинки, ім'я Еффі, Ліля, батько — Максимільян Олексійович, мати — Ковальська-Шміден».

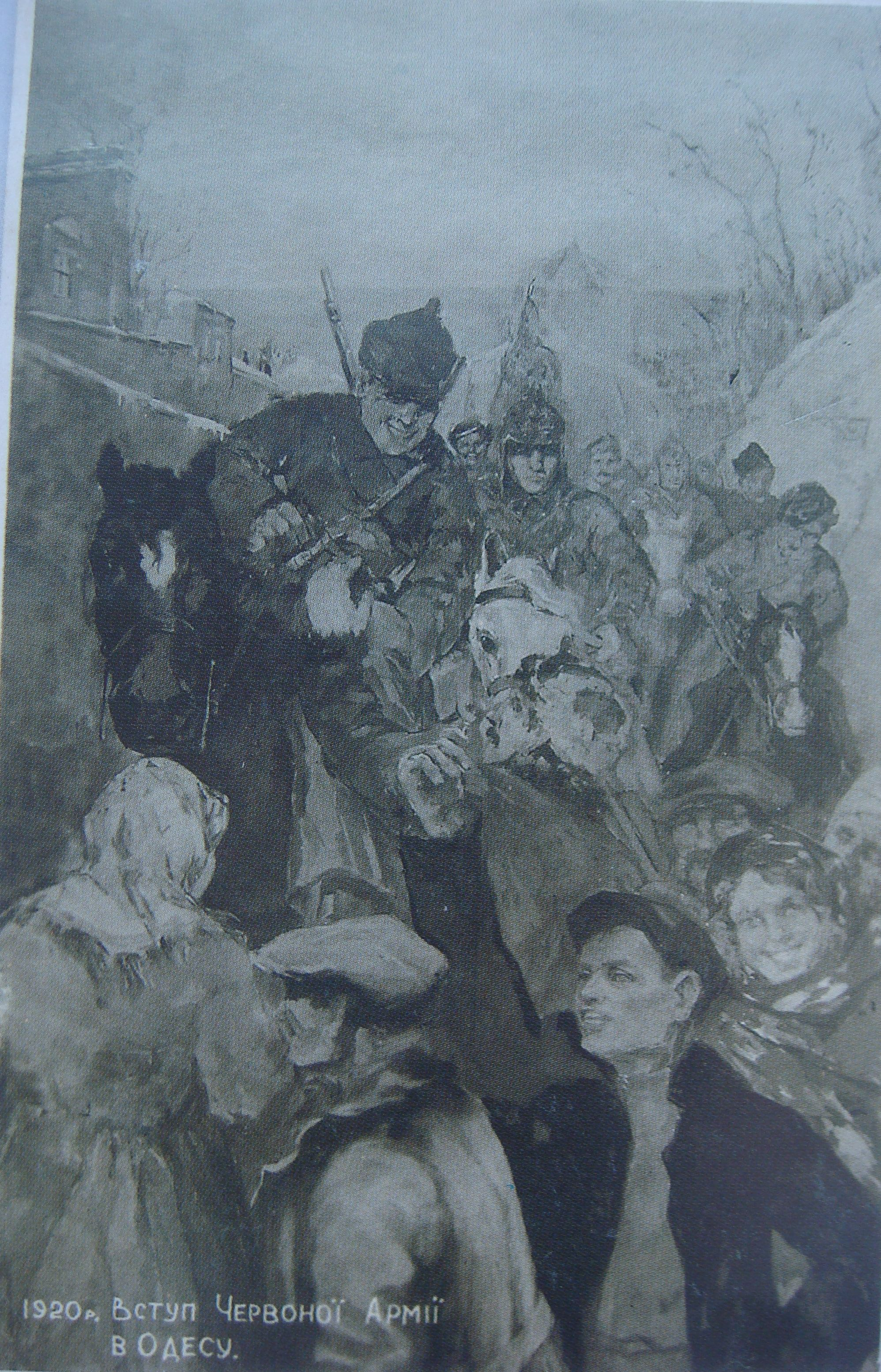
Радянська поштова листівка (1920-ті роки)

Після прибуття в Константинополь транспортного судна «Ріо Негро» і «Ріо Пардо» були спрямовані в Салоніки, куди прибули 13 лютого 1920 року. Грецький уряд не побажав прийняти російських біженців. Портові влади Салонік були проти надання судам
вільної практики через тифозних хворих на борту, що представляло досить серйозну проблему — якби був оголошений офіційний карантин, то судно з усіма його пасажирами та екіпажем повинно було б залишатися на рейді багато тижнів. Тільки після енергійного втручання англійської морського командування вільна практика була отримана. Біженців погодилося прийняти до себе Королівство Сербів, Хорватів і Словенців, куди здорові і були відправлені протягом декількох днів кількома партіями у спеціально надісланих сербськими властями поїздах. Хворі були розміщені в союзницькі військові госпіталі, які, на щастя, ще функціонували в Солоніках з часів Великої війни.
За порятунок танків кілька офіцерів 3-го танкового загону ЗСПР були нагороджені англійськими орденами. Загін, по прибуттю в Севастополь, був негайно відправлений на Перекоп для посилення частин генерала Слащова. Загін героїчно воював з більшовиками аж до самої Севастопольської евакуації; танкісти були в числі перших нагороджених заснованим генералом Врангелем орденом Миколи Чудотворця. На гасі, що знаходився на транспорті «Дон» в числі інших вантажів, літала перший час вся біла авіація Криму.
Українська галицька армія, заключивши перемир'я з більшовиками, була перейменована в «Червону українську галицьку армію» — ЧУГА. Частини ЧУГА несли вартову службу в Одесі і передмістях, охороняючи кинуте майно ЗСПР. Наприклад, в самій Одесі військовослужбовці ЧУГА охороняли сектор міста від Преображенської вулиці до порту. Мир між галичанами і більшовиками тривав не довго. Поступово взаємне роздратування наростало. Видужуючі військовослужбовці невеликими групами відправлялися на фронт в різні частини. У квітні 1920 року, після того, як в Тирасполі одна з кавалерійських частин ЧУГА підняла антибільшовицьке повстання і пішла на з'єднання з армією УНР, всі військовослужбовці ЧУГА, що знаходилися в Одесі, були заарештовані. 23 квітня 1920 року їх розстріляли з кулеметів чекісти, коли вони спали в залізничному вагоні, що стояв на запасній колії в очікуванні паровоза, який повинен був відвезти їх Одеси. Розправа була списана на самочинний «гнів народних мас».

## Оцінки та підсумки евакуації

Російські біженці на борту «Ріо Негро». Салоніки, лютий 1920 року

Сучасники подій та історики називали Одеську евакуацію 1920 року не інакше як «бездарною». Не змогли евакуюватися і були захоплені в полон в місті Одеса три генерали ЗСПР, близько двохсот офіцерів і три тисячі солдатів (у тому числі в госпіталях 1500 хворих і поранених). У шістнадцятитисячному «Овідіопольському» загоні, члени якого також не змогли евакуюватися морем і вийшли в сухопутний похід до кордонів Румунії, також було дуже багато загиблих і полонених. Всього в полон до червоних потрапило близько 1200 офіцерів. Всі вони були поміщені в концентраційні табори, де і були поступово розстріляні. Масовий розстріл відбувся 5 травня 1920 року
В Одесі було залишено 100 гармат різних калібрів, чотири бронеавтомобіля, чотири бронепоїзди, кілька сот тисяч снарядів і патронів, деяка кількість інженерного, автомобільного, авіаційного та іншого майна, продовольства. У порту залишилися недобудований крейсер «Адмірал Нахімов», десантні судна типу «Ельпідіфор» — № 413 та № 414, підводні човни «Лебідь» і «Пелікан», декілька несправних пароплавів, десяток немореходних буксирів і катерів.
За повідомленнями одеських радянських газет тих днів в Одеському порту залишилися не вивезеними 300 тисяч пудів зерна, ще 50 тисяч пудів було виявлено на баржах, пришвартованих в Карантинній гавані. На пароплаві «Александрія» були знайдені вантаж новеньких англійських мотоциклеток марки «Тріумф», надісланих Англією для ЗСПР і 3 тисячі пудів кам'яного вугілля. Залізничні шляхи були забиті потягами з різноманітними вантажами, евакуйованими з Києва та півдня України, в тому числі було виявлено 130 тисяч пудів дров.
Загальна кількість евакуйованих складно піддається підрахунками, бо транспортні судна з евакуйованими розійшлися по різних порах і багато біженців евакуювалися приватно. Радянські джерела повідомляли про три тисячі евакуйованих, що звичайно ж не відповідало дійсності. Білогвардійські джерела повідомляли про шістнадцять тисяч, як про мінімально обґрунтоване число евакуйованих, адже приблизно сорок тисяч бажали евакуюватися. З військової техніки, спорядження та матеріальних запасів вдалося евакуювати всі танки, які прибули в Одесу з Миколаєва, майже всі справні бронеавтомобілі, частина обладнання технічних військ, автомобілів і авіаційного майна.

## Списки суден, які взяли участь в евакуації
| Збройні сили Півдня Росії                | |
| Пароплав «Анатолій Молчанов»             | прийняв на борт Главнокомандуючого Новоросійської області генерала Миколу Шиллінга, його Штаб, начальника Військового управління порту, інших командирів, керівників, їх оточення, пішов у Севастополь.                                                                                        |
| Недобудований пароплав танкер «Баку»     | був на буксирі поведений «Цересом» до Константинополя. Згідно із судновим журналом мав на борту 47 осіб екіпажу і 493 пасажира (за іншими даними — близько 600 пасажирів), у тому числі більше 30 офіцерів флоту з родинами, що евакуювалися з Миколаєва                                       |
| Пароплав Добровільного флоту «Володимир» | прийняв різні військові команди ЗСПР, числом, за різними джерелами, від декількох до 11 тисяч (на рейді частково переведених на інші транспорти), пішов у Севастополь |
| Транспорт «Грегор»                       | був відбуксований англійським буксиром із 350 біженцями на борту до Константинополя. Під час шторму буксирний кінець лопнув і транспорт був викинутий на турецький берег. Всі пасажири врятувалися                                                                                             |
| Транспорт «Далланд»                      | |
| Транспорт «Дмитро»                       | з невідомої причини не пішов з порту |
| Пароплав «Дон»                           | був введений в Севастополь на буксирі французького крейсера «Вальдек Руссо» |
| Пароплав «Ксенія»                        | |
| Буксир «Навал»                           | евакуював баржу і близько десятка офіцерів з родинами. Втратив керованість (буксирний кінець намотало на гвинт) і затонув під час шторму, що розпочався 8 лютого 1920 року |
| Пароплав «Микола» (№ 119)                | був пристосований для перевезення коней і повинен був прийняти кавалерійську бригаду М. М. Склярова, але на вимогу англійського військового представника пароплав був відданий на потреби англійців.                                                                                           |
| Пароплав «Росія»                         | |
| Пароплав «Рум'янцев»                     | прийняв особовий склад Військового управління порту, пішов до Варни |
| Пароплав «Саратов»                       | |
| Плавучий госпіталь «Святий Микола»       | прийняв на борт хворих на висипний тиф |
| Пароплав «Тигр»                          | |
| Велика Британія                          | |
| Транспорт Його Величності «Rio Negro»    | прийняв близько 1400 біженців, поранених офіцерів, юнкерів Донського і Сергіївського артилерійського училищ, кадетів Одеського кадетського корпусу, пішов до порту Салоніки (Греція) |
| Транспорт Його Величності «Rio Pardo»    | прийняв біженців, пішов до Греції |
| Болгарія Болгарія                        | |
| Пароплав «Цар Фердинанд»                 | прибув на рейд після захоплення Одеси, прийняв пасажирів з інших, переповнених судів; доставив до Варни біженців і чинів цивільного управління штабу Одеського військового округу, судові влади і кадет-киян (що прийшли до порту у самий останній момент і піднятих на борт крейсера «Церес») |

Військові кораблі
| Збройні сили Півдня Росії           | |
| Посильне судно «Льотчик»            | |
| Міноносець «Цесаревич Георгій»      | під командуванням капітана 2-го рангу Домбровського через відсутність вугілля в Севастополі зміг прибути на рейд Одеси тільки в кінці дня 7 лютого. Брав участь у спробах виведення з вже захопленого більшовиками порту військових кораблів і знищення військового майна, що залишився в порту і в пошуках Овідіопольського загону в гирлі Дністровського лиману |
| Міноносець «Жаркий»                 | під командуванням старшого лейтенанта Манштейна через відсутність вугілля в Севастополі зміг прибути на рейд Одеси тільки в кінці дня 7 лютого. Брав участь у спробах виведення із вже захопленого більшовиками порту військових кораблів і знищення залишився в порту військового майна                                                                          |
| Тральщик «Баклан»                   | |
| Велика Британія                     | |
| Лінкор «Аякс»                       | |
| Крейсер «Cardiff»                   | |
| Крейсер «Церес»                     | |
| Лінкор «Імператор Індії»            | |
| есмінці                             | |
| Франція                             | |
| Броненосний крейсер «Жюль Мішле»    | прибув до Одеси із запізненням |
| Броненосний крейсер «Вальдек Руссо» | прибув до Одеси із запізненням, відбуксирував до Севастополя не маючого власного ходу транспорту «Дон» з вантажем англійських танків 3-го танкового загону на борту |
| США                                 | |
| Міноносець                          | |

Допоміжні судна
| Збройні сили Півдня Росії | |
| Буксир «Працівник»        | забезпечував заведення і виведення суден з порту під час евакуації |
| Буксир «Сміливий»         | забезпечував заведення і виведення суден з порту під час евакуації |
| Парова шаланда «Сурож»    | екіпаж шаланди не збирався виходити в море; під загрозою застосування військової сили з боку офіцерів-танкістів, які зуміли захопити шаланду, вивела на рейд нерухомий транспорт «Дон» з вантажем танків, на борту |
| Велика Британія           | |
| Вугляр «Вотан»            | доставив в Одеський порт 2000 тонн вугілля для постачання їм російських кораблів і суден |

- велика кількість дрібних і не мореходних плавзасобів пішли в найближчий порт Сулина (Румунія).

## Статті та публікації
- Варнек П. А. Эвакуация Одессы Добровольческой армией в 1920 году // Военная быль: журнал. — 1970. — № 106. (рос.)
- Арцюшкович М. Возвращение полуроты 2-й и полностью 3-й рот из Аккермана в Одессу // Кадетская перекличка: журнал. — 1980. — № 24. (рос.)
- Бекеч В. А. На транспорте «Дон» // Военная быль: журнал. — 1971. — № 113. (рос.)